# Уильямс, Обри Уиллис
Обри Уиллис Уильямс (также Вильямс; англ. Aubrey Willis Williams; 23 августа 1890, округ Сент-Клэр, Алабама — 5 марта 1965) — американский активист и государственный деятель, специализировался на социальных и гражданских правах; выпускник французского Университета Бордо; являлся главой Национальной администрации по делам молодёжи (NYA) в период Нового курса президента Франклина Рузвельта; помощник Гарри Гопкинса, участвовал в организации программы ленд-лиза.

## Работы
- Work, wages, and education (1940)
- NYA student aid (1937)